# Salamini–Luxor TV

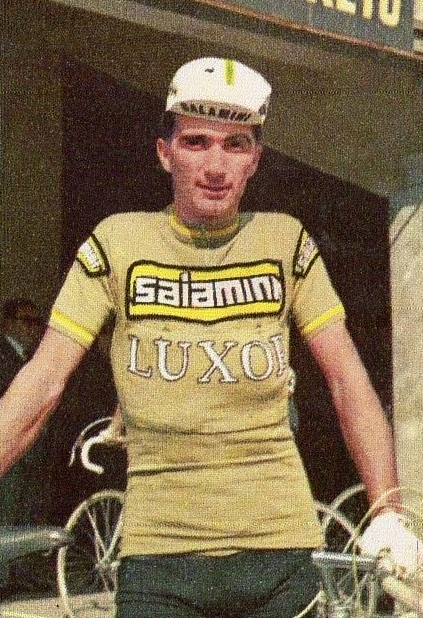
Pietro Guerra im Team Trikot (1967)

Salamini–Luxor TV war ein italienisches Radsportteam, das von 1966 bis 1967 bestand.

## Geschichte
Das Team wurde von Ercole Baldini 1966 gegründet. Am Ende der Saison 1967 löste sich das Team auf.
Hauptsponsor war der italienische Haushaltsgerätehersteller Salamini aus Parma.

## Erfolge
1966
- Gran Premio Industria del Cuoio e delle Pelli[3]

1967
- eine Etappe Giro d’Italia
- Gesamtwertung und eine Etappe Tour de Romandie
- Gesamtwertung und eine Etappe Sardinien-Rundfahrt
- Giro di Romagna
- Coppa Placci
- Grand Prix de Monaco
- Coppa Bernocchi

## Grand-Tour-Platzierungen
| Grand Tour        | 1966 | 1967 |
| ----------------- | ---- | ---- |
| Giro d’ItaliaGiro | –    | 4    |

## Monumente-des-Radsports-Platzierungen
| Monument                 | 1966 | 1967 |
| ------------------------ | ---- | ---- |
| Mailand–Sanremo          | –    | 28   |
| Lüttich–Bastogne–Lüttich | –    | 5    |
| Lombardei-Rundfahrt      | 12   | 11   |

## Bekannte Fahrer
- Pietro Guerra (1966–1967)
- Luciano Armani (1967)
- Vittorio Adorni (1967)